# 阿索维斯波新镇
阿索维斯波新镇，是西班牙安达卢西亚自治区哈恩省的一个市镇。总面积178平方公里，总人口8576人（2001年），人口密度48人/平方公里。